# Egerfarmos
Egerfarmos is een plaats (község) en gemeente in het Hongaarse comitaat Heves. Egerfarmos telt 692 inwoners (2002).